# Abakumovka
Abakumovka (en rus: Абакумовка) és un poble del krai de Krasnoiarsk, a Rússia, que en el cens del 2010 tenia 6 habitants. Pertany al districte d'Ilanski.